# خانه ما (فیلم ۲۰۱۸)
خانه ما (انگلیسی: Our House) یک فیلم در ژانر ترسناک است که در سال ۲۰۱۸ منتشر شد. این فیلم در ۲۷ ژوئیه ۲۰۱۸ در آمریکا و کانادا اکران شد.با امتیاز ۵.۳/۱۰